# Francesc Pons i Pla
Francesc Pons i Pla   (1862 - Barcelona, 4 de gener de 1954) fou un empresari i polític català.

## Biografia
Fill del fabricant de Manresa Antoni Pons i Enrich (vegeu casa-fàbrica Pons) i Paula Pau i Serrano, pubilla i filla de fabricant, continuà l'empresa del seu pare.
Fou elegit diputat de la Lliga Catalana per la circumscripció de Barcelona ciutat a les eleccions generals espanyoles de 1933, on no va tenir una actuació gaire destacada. No va repetir l'escó a les eleccions generals espanyoles de 1936.